# Регуляторний орган
Регулято́рний о́рган — певний державний орган, центральний орган виконавчої влади, місцевий орган виконавчої влади, орган місцевого самоврядування, а також посадова особа будь-якого із зазначених органів, якщо відповідно до законодавства ця особа має повноваження одноособово приймати регуляторні акти. 
До регуляторних органів також належать територіальні органи центральних органів виконавчої влади, державні спеціалізовані установи та організації, некомерційні самоврядні організації, які здійснюють керівництво та управління окремими видами загальнообов'язкового державного соціального страхування, якщо ці органи, установи та організації відповідно до своїх повноважень приймають регуляторні акти.